# Lijst van champagneflessen

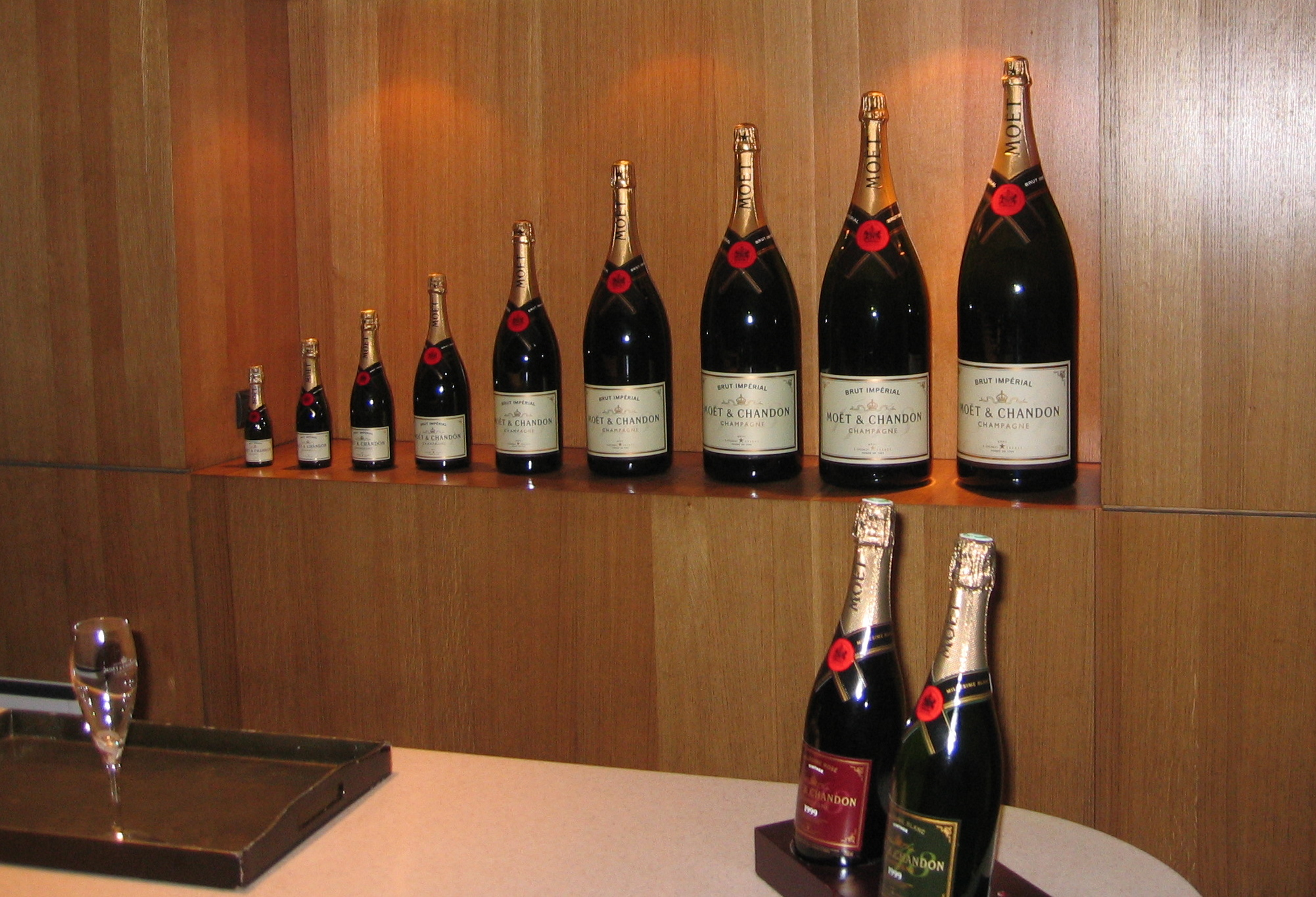
Flessen Moët & Chandon in verschillende maten, van Piccolo tot Melchior

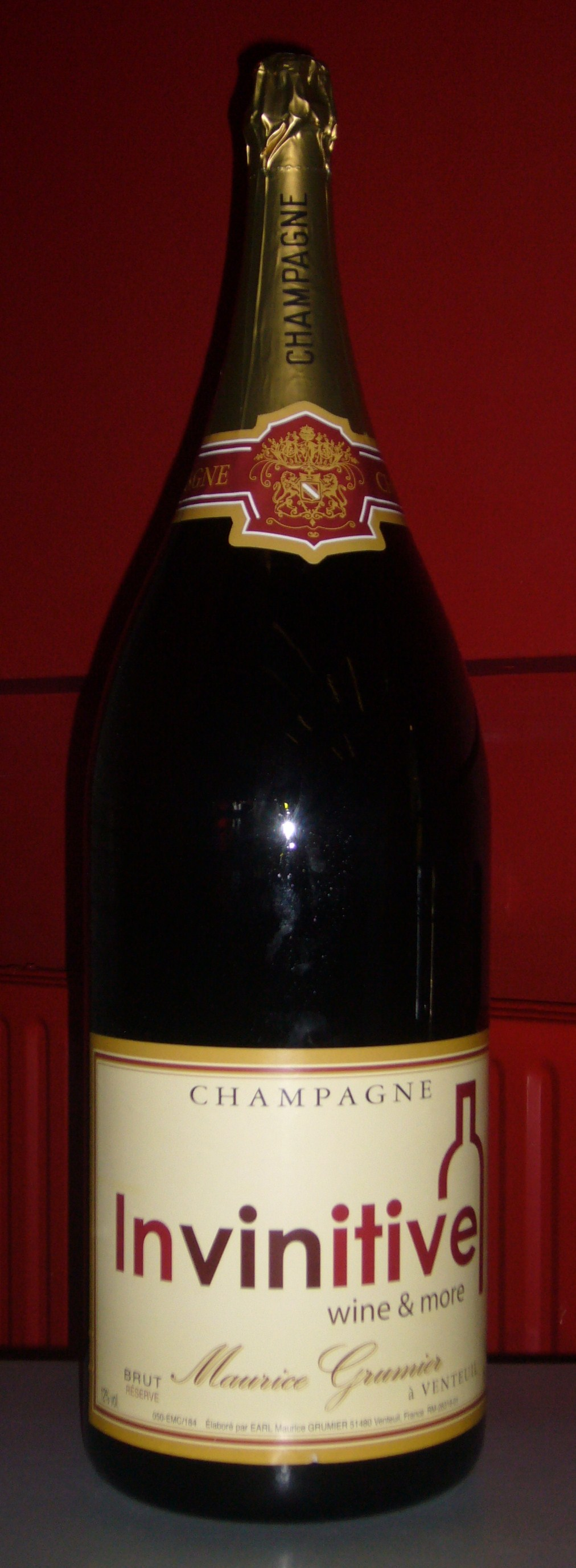
Nebukadnezar, 15 liter Champagne

Champagne wordt volgens traditie in glazen flessen van verschillende formaten verkocht. De meest gebruikte fles is de bouteille met een inhoud van 0,75 liter.
Elk van die flesformaten heeft een eigen naam. De namen van de grootste flessen zijn door figuren uit het Oude Testament geïnspireerd. Hieronder een overzicht van alle flessen, de inhoud en de oorsprong van de naam:
| Naam          | Inhoud (liter) | Oorsprong                             |
| ------------- | -------------- | ------------------------------------- |
| Quart/Piccolo | 0,2            |                                       |
| Demi          | 0,375          |                                       |
| Bouteille     | 0,75           |                                       |
| Magnum        | 1,5            | Latijn voor 'groot'                   |
| Jéroboam      | 3,0            | Eerste koning van Israël              |
| Réhoboam      | 4,5            | Koning van Juda                       |
| Méthusalem    | 6,0            | Bijbelse patriarch                    |
| Salmanazar    | 9,0            | Koning van Assyria                    |
| Balthazar     | 12,0           | Een van de drie wijzen uit het oosten |
| Nebukadnezar  | 15,0           | Koning van Babylonië                  |
| Melchior      | 18,0           | Een van de drie wijzen uit het oosten |
| Souverain     | 26,0           |                                       |
| Melchisedek   | 30,0           | Koning van Salem                      |

De rijping in een grote fles verloopt trager dan in een normale fles. Daarom worden de grootste flessen pas na bestelling gevuld.
De magnum wordt ook wel voor andere wijnen gebruikt. Datzelfde geldt voor de andere formaten, al is dat een uitzondering op de regel. De jeroboam in Bordeaux heeft echter een inhoud van 5 liter, een 3 liter fles krijgt er de naam dubbele magnum. 
Een bouteille woog vroeger 900 gram, dit werd teruggebracht tot 835 gram en nu zelfs 750 gram. Bij een Nebukadnezar heeft de fles een gewicht van 15 kilo, net als de drank in de fles. Een dergelijke fles waarop een druk van ongeveer een zes atmosfeer staat moet bijzonder sterk zijn. De flessen worden met de hand gemaakt en er is statiegeld op.
Voor de bouteille van 0,75 liter wordt door Louis Roederer ook kristal gebruikt. Deze traditie stamt nog uit de tijd van de Russische tsaren. De kristallen flessen zijn zo sterk dat zij geen ziel nodig hebben.